# Тяженка (река)
Тяженка (Тяжинка) — река в Московской области России.
Протекает в северо-восточном направлении по территории Можайского и Волоколамского городских округов. Берёт начало у деревни Старая Тяга (отсюда образование гидронима), южнее села Болычево впадает справа в реку Искону.
В среднем течении, у посёлка Тяженка (до 1999 года — посёлок рыбхоза «Осташёвский»), образовано водохранилище с площадью зеркала 1,13 км². Длина реки составляет 8 км.